# Przezierka dziewannówka
Przezierka dziewannówka (Anania verbascalis) – gatunek motyla z rodziny wachlarzykowatych, występujący w Europie, również w Polsce.
Rozpiętość skrzydeł tego gatunku waha się 22–26 mm. Motyl lata od czerwca do sierpnia w zależności od miejsca występowania. Larwy żerują na ożance nierównoząbkowej i dziewannie drobnokwiatowej.